# Kanhchriech
Kanhchriech es uno de los doce distritos que forman la provincia camboyana de Prey Veng, con una población estimada en marzo de 2008 de 54 791 habitantes. Está dividido en las siguientes  comunas (khum), que se muestran asimismo con población estimada de 2008:
- Chong Ampil 7,551
- Kanhchriech 5,763
- Kdoeang Reay 9,856
- Kouk Kong Kaeut 5,278
- Kouk Kong Lech 5,702
- Preal 8,612
- Thma Pun 7,306
- Tnaot 4,723[1]